# Hiến binh Hoàng gia Campuchia
Hiến binh Hoàng gia Campuchia hay "Quân cảnh", là một bộ phận của Quân đội Hoàng gia Campuchia chịu trách nhiệm về các vấn đề an ninh trật tự trong nước Campuchia. Đơn vị bán quân sự này có quân số hơn 7.000 người được triển khai tại tất cả các tỉnh. Bộ Tư lệnh đặt tại Phnôm Pênh với hàng loạt mệnh lệnh của đơn vị thông qua Bộ Tư lệnh Tối cao Quân đội Hoàng gia Campuchia. Đội hiến binh được đặt dưới sự giám sát trực tiếp của một sĩ quan chỉ huy với cấp bậc tương đương Trung tướng. Bộ Tư lệnh Tối cao có trách nhiệm giám sát tất cả các đơn vị hiến binh cũng như huấn luyện nói chung. Tư lệnh Hiến binh hiện nay là Trung tướng Sao Sokha, một cựu vệ sĩ và cố vấn cá nhân cho Thủ tướng Campuchia Hun Sen.

## Nhiệm vụ
Nhiệm vụ của Hiến binh Hoàng gia là: 
- Lập lại hòa bình và trật tự trị an nếu bị xáo trộn mạnh
- Chống khủng bố
- Chống lại các nhóm bạo lực
- Đàn áp các cuộc bạo loạn trong nhà tù

Nhiệm vụ dân sự bao gồm: cung cấp an ninh và trật tự công cộng, điều tra và ngăn chặn tội phạm có tổ chức, khủng bố và các nhóm bạo lực khác; bảo vệ nhà nước và sở hữu tư nhân; giúp đỡ và hỗ trợ người dân và các lực lượng khẩn cấp khác trong trường hợp khẩn cấp, thiên tai, bất ổn xã hội và xung đột vũ trang.  
Nhiệm vụ quân sự bao gồm: giữ gìn và bảo vệ an ninh quốc gia, nhà nước, tài sản, hòa bình và trật tự công cộng; hỗ trợ các lực lượng an ninh khác trong trường hợp khẩn cấp, tình trạng bất ổn dân sự, chiến tranh; đàn áp các cuộc bạo loạn; củng cố tình trạng thiết quân luật và động viên; chiến đấu và bắt giữ những tên tội phạm bị nghi ngờ, những kẻ khủng bố và các nhóm bạo lực khác.

## Tổ chức
Hiến binh Hoàng gia được biên chế thành 8 tiểu đoàn, quân số mỗi tiểu đoàn từ 500 - 1000 cảnh sát. Bộ Tư lệnh đặt tại Phnôm Pênh. Đội hiến binh giám sát tất cả 24 tỉnh, 186 huyện, làm việc với người dân địa phương. Các đơn vị bao gồm: một nhóm cơ động, một kỵ binh và 4 bộ binh với các căn cứ ở Phnôm Pênh. Trường huấn luyện hiến binh thuộc xã Kambol, tỉnh Kandal.

## Quân hàm
|           | Sĩ quan              | Sĩ quan   | Sĩ quan     | Sĩ quan     | Sĩ quan     | Sĩ quan | Sĩ quan  | Sĩ quan  | Sĩ quan | Sĩ quan  | Sĩ quan  | Sĩ quan  |
| Cấp Tướng | Cấp Tướng            | Cấp Tướng | Cấp Tướng   | Cấp Tướng   | Cấp Tá      | Cấp Tá  | Cấp Tá   | Cấp Úy   | Cấp Úy  | Cấp Úy   | Cấp Úy   |          |
| --------- | -------------------- | --------- | ----------- | ----------- | ----------- | ------- | -------- | -------- | ------- | -------- | -------- | -------- |
| Hiến binh | Không có tương đương |           |             |             |             |         |          |          |         |          |          |          |
| Cấp bậc   | Thống tướng          | Đại tướng | Trung tướng | Thiếu tướng | Chuẩn tướng | Đại tá  | Trung tá | Thiếu tá | Đại úy  | Trung úy | Thiếu úy | Chuẩn úy |

|           | Hạ sĩ quan | Hạ sĩ quan     | Hạ sĩ quan | Hạ sĩ quan    | Hạ sĩ quan | Hạ sĩ quan           | Hạ sĩ quan           | Binh sĩ              | Binh sĩ              |
| --------- | ---------- | -------------- | ---------- | ------------- | ---------- | -------------------- | -------------------- | -------------------- | -------------------- |
| Hiến binh |            |                |            |               |            | Không có tương đương | Không có tương đương | Không có tương đương | Không có tương đương |
| Cấp bậc   | Chuẩn úy   | Thượng sĩ nhất | Thượng sĩ  | Trung sĩ nhất | Trung sĩ   | Hạ sĩ                | Chuẩn sĩ             | Binh nhất            | Binh nhì             |

## Trang bị
Các loại vũ khí tiêu chuẩn của Hiến binh Hoàng gia Campuchia khá đa dạng gồm súng ngắn Makarov PMM 9mm, súng trường tấn công Kiểu 56-2, súng trường tấn công M16A1 với súng phóng lựu M203, súng trường tấn công AKMS và súng trường tấn công Kiểu 56. Thường thì sĩ quan PM và lái xe được giao loại 56-2 và pháo thủ là súng máy đa năng PKM. Một kíp lái hoặc các loại vũ khí trên xe gồm súng máy đa năng Kiểu 80 trên chân máy với 250 băng đạn và súng máy hạng nặng Kiểu 77. Những nhóm súng chống tăng không giật thường mang theo ít nhất một khẩu B-40 hoặc RPG-7D.

## Vũ khí
| Tên gọi     | Kiểu                      | Xuất xứ    |
| ----------- | ------------------------- | ---------- |
| TT-33       | Súng ngắn                 | Liên Xô    |
| Makarov PMM | Súng ngắn                 | Liên Xô    |
| Kiểu 54     | Súng ngắn                 | Trung Quốc |
| Kiểu 56     | Súng trường tấn công      | Trung Quốc |
| Kiểu 56-1   | Súng trường tấn công      | Trung Quốc |
| Kiểu 56-2   | Súng trường tấn công      | Trung Quốc |
| AKM         | Súng trường tấn công      | Liên Xô    |
| AKMS        | Súng trường tấn công      | Liên Xô    |
| SS1-V1      | Súng trường tấn công      | Indonesia  |
| M16A1       | Súng trường tấn công      | Mỹ         |
| CAR-15      | Súng cạc-bin tấn công     | Mỹ         |
| FN FAL      | Súng trường chiến đấu     | Bỉ         |
| HK MP5A4    | Súng tiểu liên            | Đức        |
| RPD         | Súng máy hạng nhẹ         | Liên Xô    |
| Kiểu 56 LMG | Súng máy hạng nhẹ         | Trung Quốc |
| Kiểu 77     | Súng máy hạng nặng        | Trung Quốc |
| PKM         | Súng máy đa năng          | Liên Xô    |
| Kiểu 80     | Súng máy đa năng          | Trung Quốc |
| B-40        | Súng phóng lựu chống tăng | Liên Xô    |
| RPG-7D      | Súng phóng lựu chống tăng | Liên Xô    |
| RPG Kiểu 69 | Súng phóng lựu chống tăng | Trung Quốc |
| M203        | Súng phóng lựu            | Mỹ         |
| M79         | Súng phóng lựu            | Mỹ         |